# نوکیا ۲۶۱۰
۲۶۱۰ یک نمونه از گوشی‌های شرکت نوکیا می‌باشد.